# El cóndor pasa
El cóndor pasa (uttal: [el ˈkondoɾ ˈpasa], spanska för "Kondoren passerar") är en sång från zarzuelan El cóndor pasa av peruanske kompositören Daniel Alomía Robles, skriven 1913 och baserad på traditionella andinska folkvisor. Den framfördes första gången 1913 på Teatro Mazzi i Lima.
Paul Simon hörde en version vid namn "Paso del condor" av Jorge Milchberg, som var med i gruppen Urubamba (då kallad Los Incas), som sade till Paul Simon att sången var från 1700-talet, och skriven av en anonym kompositör. Paul Simon blev intresserad av sången, och skrev ny text. Sången låg, under titeln "El cóndor pasa (If I Could)", 1970 på Simon och Garfunkels album Bridge over Troubled Water, och de använde Los Incas instrumentalversion utan tillstånd. Paul Simon blev dock vän med gruppmedlemmarna, och de turnerade tillsammans. På Simon & Garfunkels version anges Daniel Alomía Robles, Jorge Milchberg och Paul Simon alla räknas som kompositörer. Senare samma år tolkade Perry Como sången på engelska på albumet It's Impossible, medan Julie Felix nådde framgångar med sin inspelning i Storbritannien, där den som främst låg på 19:e plats på den brittiska singellistan. Simon & Garfunkels version nådde som högst 18:e plats på Billboard Hot 100-listan.
År 1970 drog Alomía Robles son Armando Robles Godoy fallet inför domstol mot Paul Simon, och menade att sången komponerats av hans far, som erhållit amerikansk upphovsrätt på sången 1933. Armando Robles Godoy förklarade att han inte ville Paul Simon något illa, i vad han menade var ett missförstånd. "Det var nästan ett vänskapligt rättsfall, eftersom Paul Simon var väldigt tolerant mot andra kulturer. Det var inget slarv från hans sida," sade  Robles Godoy. "Han hörde sången spelas av en grupp i Paris. Han gillade den, frågade dem och de gav honom fel information. De berättade för honom att det var en sång från 1700-talet, och inte min fars komposition. Det var ett rättsfall utan ytterligare komplikationer." 

## Listplaceringar (Simon & Garfunkels version)
| Lista (1970)                     | Topplacering |
| -------------------------------- | ------------ |
| Amerikanska Billboard Hot 100    | 18           |
| Australiska Kent Music Report    | 1            |
| Belgiska singellistan (Flandern) | 1            |
| Nederländska singellistan        | 1            |
| Schweiziska singellistan         | 1            |
| Spanska singellistan             | 1            |
| Västtyska singellistan           | 1            |
| Österrikiska singellistan        | 1            |

### Fotnoter
1. 1 2 3 4  ”La República.  ""El cóndor pasa" patrimonio cultural de la nación" av Pedro Escribano. 13 april 2004.”. Arkiverad från originalet den 1 januari 2018. https://web.archive.org/web/20180101190813/http://www.acuarela.se/elcondorpasa.htm. Läst 28 juni 2013.
2. ↑  By Request: A Perry Como Discography Arkiverad 26 november 2010 hämtat från the Wayback Machine., Läst 8 maj 2006
3. ↑  ”Julie Felix UK Chart History” (på engelska). The Official UK Charts Company. https://www.officialcharts.com/artist/14018/julie-felix/.
4. 1 2 3  Diario La Primera. "El cine, los libros, la muerte – intervju med Armando Robles Godoy" av Juan Carlos Bondy. 6 juli 2008.
5. ↑  ”Simon & Garfunkel : El Condor Pasa”. Arkiverad från originalet den 6 augusti 2016. https://web.archive.org/web/20160806033644/http://www.swisscharts.com/song/Simon-&-Garfunkel/El-condor-pasa-150. Läst 18 juni 2016.
6. ↑  Salaverri, Fernando (2005). Sólo éxitos: año a año, 1959–2002 (1). Spanien: Fundación Autor-SGAE. ISBN 84-8048-639-2. Läst 26 januari 2011